# Niculina Mocioi
Niculina Mocioi (n. 10 mai 1979

) este un deputat român, ales în 2012 din partea grupului parlamentar Democrat și Popular.
În timpului mandatului, a făcut parte din următoarele grupuri parlamentare: grupul parlamentar Democrat și Popular (între 19 decembrie 2012 și 23 iunie 2014), deputați neafiliați (între 23 iunie 2014 și 8 septembrie 2014), grupul parlamentar al Partidului Democrat Liberal (între 8 septembrie 2014 și 2 februarie 2015) și grupul parlamentar al Partidului Național Liberal (din 2 februarie 2015).